# 唐·伊莱亚森
唐纳德·卡尔顿·伊莱亚森（英語：Donald Carlton Eliason，1918年7月24日—2003年8月18日），美国NBA联盟前职业篮球运动员。